# Polystira starretti
Polystira starretti là một loài ốc biển, là động vật thân mềm chân bụng sống ở biển trong họ Turridae.